# Journal of Neurology, Neurosurgery, and Psychiatry
Das Journal of Neurology, Neurosurgery, and Psychiatry (auch JNNP, bibliographische Abkürzung J. Neurol. Neurosurg. Psychiatry) ist eine medizinische Fachzeitschrift. Die Beiträge durchlaufen ein Peer-Review-Verfahren und behandeln alle Teilgebiete der Neurologie, Neurochirurgie und Psychiatrie. Die Zeitschrift wurde im Jahr 1920 unter dem Namen The Journal of Neurology and Psychopathology gegründet. Im Jahr 1938 wurde der Name in Journal of Neurology and Psychiatry geändert und die Bandzählung begann von vorn. Im Jahr 1944 wurde der Name in den derzeit gültigen geändert und die Bandzählung wurde fortgesetzt, sie erscheint monatlich und wird von der BMJ Group herausgegeben. Zusätzlich erscheint alle zwei Monate das Supplement Practical Neurology, das sich auf klinische Aspekte von unmittelbar praktischem Interesse fokussiert.
Der Impact Factor lag im Jahr 2018 bei 8,327.